# Łukasz Henel
Łukasz Henel (ur. 1 stycznia 1980 w Będzinie) – polski pisarz, filozof. Jego teksty to głównie horrory i fantasy. Jest absolwentem filozofii, pracuje jako nauczyciel i copywriter.

## Publikacje

### Książki
- Lekcja filozofii, wydawnictwo Espe, 2008
- Wśród mędrców starożytności. Materiały do lekcji filozofii i etyki, wydawnictwo Espe, 2010
- On. Powieść grozy, wydawnictwo Videograf, 2013
- Szkarłatny blask, wydawnictwo Zysk i S-ka, 2013
- Podziemne miasto, wydawnictwo Videograf, 2015
- Demon, wydawnictwo Zysk i S-ka, 2017

### Audiobooki
- On, czyt. Leszek Filipowicz, wydawnictwo Heraclon, 2014
- Podziemne miasto, czyt. Roch Siemianowski, wydawnictwo Heraclon, 2015

### Opowiadania
- Wampir ze Śląska – Nowa Fantastyka, listopad 2011
- Przygody Korporacjusza – Kwartalnik Qfant, styczeń 2012
- Mówię ci wstań – Kwartalnik Qfant, marzec 2012
- Tajemnica domu Blochów – Kwartalnik Qfant, maj 2012
- Ostatnia wola – Magazyn Horror Masakra, nr 2/2013
- Doktor Julian i demon z gór – Magazyn Esensja, kwiecień 2013
- Miłość zaklęta w kamieniu w: antologia "Oblicza grozy", wydawnictwo Replika, 2014